# ロバート・ミルズ
ロバート・ミルズ（Robert L. Mills, 1927年4月15日 - 1999年10月27日）はアメリカの 物理学者、 場の量子論、 合金の理論、 多体問題に業績を上げた。1953年ブルックヘブン国立研究所で、楊振寧と出会い、翌年、ヤン-ミルズの式を発表した。
ニュージャージー州に生まれた。数学的な才能を発揮して1948年プットナム・コンペティションの優勝者となった。ケンブリッジ大学とコロンビア大学で物理を学んだ。プリンストン高等研究所で研究した後、1956年からオハイオ大学の物理学の教授になり1995年までその職にあった。
ヤン-ミルズの式は
{\displaystyle \partial _{\mu }F^{\mu \nu }+2\epsilon (b_{\mu }\times F^{\mu \nu })=J^{\nu }}
ここで
F μνはヤン-ミルズの場の強さ、εは電荷に相当する。bμは場のポテンシャルである。Jμは関係する電流を示す。マクスウェルの方程式は場のポテンシャルに場の強さが影響を与えない場合になりたつ式である。